# Битка за Кресненския пролом
Битката за Кресненския пролом се състои на 14 – 18 юли 1913 г. между гърци и българи. Това е последното голямо сражение от Междусъюзническата война, опит на 2-ра и 4-та българска армия да обкръжат главните гръцки сили в теснините по средното поречие на Струма. Постигнатите успехи, макар и частични, водят до преустановяване на гръцкото настъпление към София и сключване на примирие, което слага край на войната и предотвратява погърчване на Пиринския край.

## Гръцко настъпление (5 – 13 юли)
След победите си при Кукуш и Дойран, в края на юни 1913 г. гръцките войски преодоляват Рупелския пролом и се прегрупират за настъпление на широк фронт след оттеглящата се на север 2-ра българска армия. Офанзивата им е подновена в началото на следващия месец в съгласие със сръбската главна квартира, която хвърля войските си срещу Калиманската позиция към Царево село (Делчево) и Горна Джумая (Благоевград). През проходите при Пехчево и поречията на Струма и Места гръцките колони обхващат Пирин и Малешевската планина. Българите отстъпват с ариергардни боеве при Росалин, Ченгене калеси, Кремен и други. На 11 юли гърците преодоляват Кресненския пролом. Превзети са и Неврокоп (дн. гр. Гоце Делчев) и Предела.
В резултат на тези успехи гръцките войски се отдалечават на 100 километра северно от продоволствената си база в Демирхисар. Маневрирането им е затруднено от насечения от планини терен в поречието на Струма, а снабдяването и придвижването на артилерията става трудно по пътища, разбити от отстъпващите българи и задръстени от бежанци.
Българското командване решава да се възползва от тези обстоятелства. След победата над сърбите в Калиманската битка (4 – 11 юли), то насочва към гръцкия фронт значителна част от своята 4-та армия. На гръцкия фронт са прехвърлени и части от 1-ва армия, воювали от началото на войната в поречието на Тимок. Така българите постигат числен превес над противника (110 батальона, 10 ескадрона и над 40 батареи от българска страна срещу 84 батальона, 12 ескадрона и 37 батареи от гръцка, но подразделенията не са в оптималния си размер заради претърпените загуби в първите седмици от войната). Превесът е по-отчетлив по фланговете, които съгласно директива на Главното командване от 12 юли трябва да настъпят и обкръжат гръцките войски в Кресненското дефиле. Воденето на операцията е поверено (на 14 юли) на генерал Михаил Савов, командващ съединените 2-ра, 4-та и 5-а армия.

## Разположение на противниците (14/15 юли)

### Българите
Към началото на настъпателната операция (14 юли) българските войски на фронта от Голак планина на запад през Горна Джумая до Якоруда на изток са разделени на три оперативни групировки.
- Дясната, най-силната група се състои от частите на 4-та българска армия по горното течение на Брегалница – Втора пехотна тракийска дивизия (2 пд), Шеста пехотна бдинска дивизия (6 пд) и 1-ва бригада от Трета пехотна балканска дивизия (1/3 бр), под общото командване на генерал Вичо Диков. Нейната задача е да настъпи през Влахина и Малешевската планина до моста Сали ага при Йеникьой, южно от Кресненския пролом.[4]

- Централната група се състои от 2-ра българска армия (командващ генерал Никола Иванов). В състава ѝ влизат две бригади от 3 пд и една от Десета пехотна дивизия, остатъците от Сярската и Драмската бригада и сборни формации, прехвърлени (след 10 юли) от българо-сръбския фронт в Северна България. Тези войски трябва да приковат пред Горна Джумая гърците, настъпващи на север от пролома по двата бряга на Струма.[4]

- Лявата група включва Самоковския отряд на генерал Радой Сираков, който прегражда рилските проходи между Царев връх и Белмекен, и Западнородопския отряд на генерал Васил Делов около Якоруда. Целта пред Сираков и Делов е да контраатакуват гърците в горното поречие на Места, да завземат седловината Предела и да се спуснат към Кресненския пролом при Симитли и Крупник, така че съвместно с групата на Диков да обкръжат основните сили на противника.[4]

### Гърците
Към средата на юли гръцката Македонска армия (командващ крал Константинос I, началник-щаб полковник Виктор Дусманис) е достигнала линията от Беяз тепе (над Брегалница) – влахинските върхове Занога и Руен – село Церово (южно от Горна Джумая) – връх Харманлар (над Разлог). Между левия бряг на Струма и Предела, по направлението през Горна Джумая за София, са струпани V, VI и VII дивизия, а I дивизия е на десния бряг в района на Тресково и връх Видрен (северно от Симитли). Оперативното командване на тези войски е в ръцете на генерал Емануил Манусоянакис. II и IV дивизия (начело с генерал Константинос Мосхопулос) заемат района на Руен за атака срещу българските позиции на влахинския хребет към Царево село, а III и X дивизия (генерал Константинос Дамянос) заемат крайния ляв фланг при Пехчево в пряк контакт със сръбската 3-та армия при Брегалница.

## Битката за Кресна (14 – 18 юли)

### Действия по горноджумайското направление. Бой на кота 1378
Настъплението на Самоковския и Западнородопския отряд започва още на 13 – 14 юли, но се развива бавно през труднопроходимия терен. В това време на левия бряг на Струма гърците напредват към Горна Джумая. Така на 14 юли се стига до боеве при Ораново, Церово и Огняр махала. Опрени на кота 1378 (в югозападните покрайнини на Рила), части от 3-та Балканска дивизия дават отпор на 6-а гръцка дивизия, но флангът им е атакуван откъм Предела от 7-а дивизия (командвана от полковник Наполеон Сотилис). По нареждане на генерал Иванов, през нощта срещу 15 юли българите се оттеглят северно от Горна Джумая. Артилерията им, разположена по дъбравските височини, не допуска противника да влезе в града.
Гърците прекратяват настъплението, за да прехвърлят войски към фланговете си, застрашени от българите на Предела и във Влахина. Генерал Кутинчев (заменил Иванов в командването на 2-ра армия) се възползва от това, преминава в контранастъпление на 17 юли и достига отново кота 1378.

### Настъпление на левия български фланг. Бой на Предела
На 16 юли Западнородопският отряд и една колона от Самоковския (33 пехотен полк) завземат Мехомия, разгромяват гръцкия ариергард, оставен в района, и завземат Предела, излизайки във фланг и тил на гърците пред Горна Джумая. На следващия ден Сотилис развръща дивизията си срещу Делов и го принуждава да отстъпи на 2 км източно от прохода. В този момент закъснелите части на Самоковския отряд (4 и 34 пехотен полк) се появяват на хребета Арисваница, на север от Предела, и спират гръцкото контранастъпление. Боят продължава безрезултатно до примирието на 18 юли следобед. В него отрядите на Делов и Сираков губят повече от 1000 убити и ранени. Настъплението им към Струма е парализирано.

### Настъпление на десния български фланг. Боеве при Беяз тепе и Занога
Групата на Диков преминава Брегалница южно от Панчарево на 15 юли и превзема (с Втора пехотна тракийска дивизия и 1-ва бригада от Трета дивизия) Беяз тепе, а вечерта на същия ден достига Пехчево, прекъсвайки един от основните пътища за отстъпление на противника, проникнал на север от Кресненския пролом. Атаката на връх Занога е отбита, при което 27 пехотен полк губи близо 900 души. Настъплението на Шеста пехотна дивизия е спряно под връх Руен заради насрещното настъпление на гърците (групата на Мосхопулос).
През следващите два дни българите продължават настъплението по южните сплонове на Влахина, отбранявани от дивизиите на Дамянос. На 17 юли преди разсъмване те успяват да превземат Занога, но уморените войници отказват да продължат настъплението към Кресна. Генерал Савов прехвърля за целта още една бригада от сръбския фронт, но ден по-късно огънят е прекратен. За три дни боеве дясното българско крило успява да напредне с 15 до 18 км.

### Действия по царевоселското направление. Боеве при Видрен и Лешка
Настъплението на дясната българска групировка е отслабено значително от опасността самата тя да попадне в обкръжение, докато напредва към южния изход на Кресненския пролом. Опасността иде от групата на генерал Мосхопулос (II и IV дивизия), която от 15 до 17 юли щурмува в участъка между Струма и централните склонове на Влахина (върховете Лешка и Хасан паша) с намерението да се съедини със сърбите при Царево село.
За да помогне на групата на Диков, на 15 юли генерал Иванов хвърля най-боеспособната си част – 29 пехотен полк, срещу връх Видрен, но атаката се проваля. Полкът отстъпва с големи загуби и в безредие към Лагодаш, без да бъде преследван. Така между деснофланговите части на 2-ра и левофланговите на 4-та българска армия се отваря пробив, от който опитва да се възползва Мосхопулос.
По преценка на командващия съединените армии отстъплението от Видрен прави положението на 65 пехотен полк (от 6-а Бдинска дивизия) край Дубочица „критическо“. Полкът губи 470 души, но удържа фронта и предотвратява проникване на гърците към Царево село от изток. По същото време (16 – 17 юли) от запад към Царево село настъпват части от 3-та сръбска армия, но са спрени при Гърляни от българската 7-а Рилска дивизия.
На 17 юли реорганизираният и усилен десен фланг на 2-ра българска армия минава отново в настъпление от Лагодаш, нанася поражение на гърците при махалата Чаир и достига Лешко и Падеж, заздравявайки връзката с 4-та армия.

## Последствия
Докато настъплението към София се развива успешно, гръцкият крал Константинос отклонява румънското посредничество за примирие. В разгара на битката за Кресна обаче той изпраща телеграма до Елевтериос Венизелос, в която заявява, че гръцката армия е достигнала „пределите на физическата и моралната издръжливост“, и иска от министър-председателя да издейства незабавно прекратяване на огъня. Примирието, договорено в Букурещ, настъпва в ранния следобед на 18 юли.

### Полемика за изхода на битката
Кресненската битка е определяна както като „отбранителна победа“ на българите, така и като успех за гърците. Авторитети в българската и световната историография смятат, че в момента, когато настъпва примирието, обкръжаването на гръцката армия е въпрос на ден-два.
От друга страна, съвременник, близък до гръцкия генерален щаб, твърди, че примирието спасява не гръцката, а българската армия от разгром. Според него са оставали само 3 – 4 часа, докато двете изтощени дивизии на генерал Мосхопулос обкръжат двете и половина български дивизии при Пехчево.